# Park nad Jasieniem w Łodzi

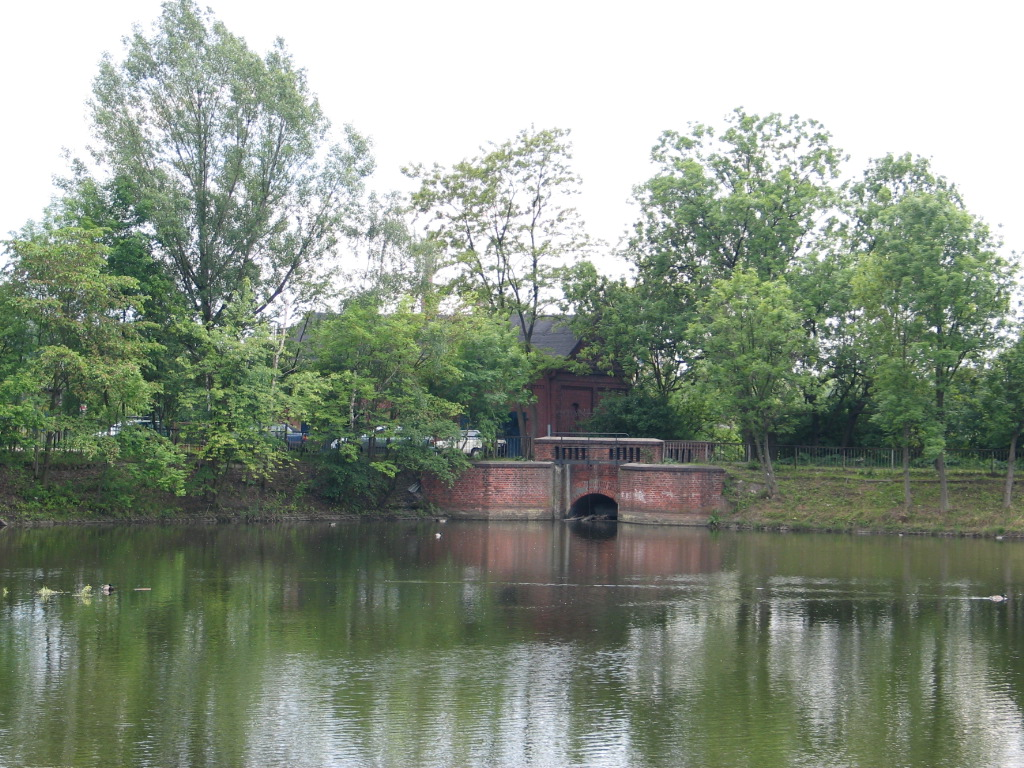
Wójtowski Młyn nad Jasieniem

Park nad Jasieniem – łódzki park położony pomiędzy ulicą Śmigłego-Rydza, Tymienieckiego i osiedlem Zbiorcza. Powierzchnia 13,0 ha.
Park od północy rozciąga się od ul. Śmigłego-Rydza do granic dawnego kompleksu fabrycznego "Anilana", ograniczony torami kolejowymi (w ciągu ostatnich lat sukcesywnie rozkradanymi i obecnie nieistniejącymi), a od południa ograniczony jest stawem i rzeką Jasień oraz ulicą Tymienieckiego.
Tereny te należały niegdyś do biskupstwa włocławskiego, w 1823 roku przeszły na własność miasta, które następnie (w 1824) przekazało w wieczystą dzierżawę osadnikowi pochodzącemu z Saksonii – Krystianowi Fryderykowi Wendischowi obszar rozciągający się wzdłuż ul. Emilii (obecnie Tymienieckiego) od ul. Widzewskiej (obecnie ul. Kilińskiego) aż do granic Widzewa czyli do wysokości ul. Konstytucyjnej. Obszar posiadeł wodno-fabrycznych obejmował cztery młyny leżące nad Jasieniem: Księży Młyn, Lamus, Araszt oraz Wójtowski Młyn, ten ostatni na terenie dzisiejszego parku. Po śmierci Wendischa tereny przeszły w ręce zgierskiego fabrykanta Karola Moesa, a następnie były własnością Teodora Krusche, który to w 1870 sprzedał cały teren wraz z fabryką Karolowi Scheiblerowi. Również teren obecnego parku należał do "królestwa Scheiblera", które obejmowało 1/6 powierzchni ówczesnej Łodzi. Park oraz tereny ogródków działkowych znajdujące się na południe od parku założone zostały na terenie folwarku Scheiblera. Pomimo oficjalnego zakazu przeznaczania gruntów miejskich na cele rolnicze, Scheibler założył folwark o powierzchni ponad 100 ha, w granicach Łodzi znalazły się łąki, pola uprawne, oraz zabudowania gospodarcze folwarku.

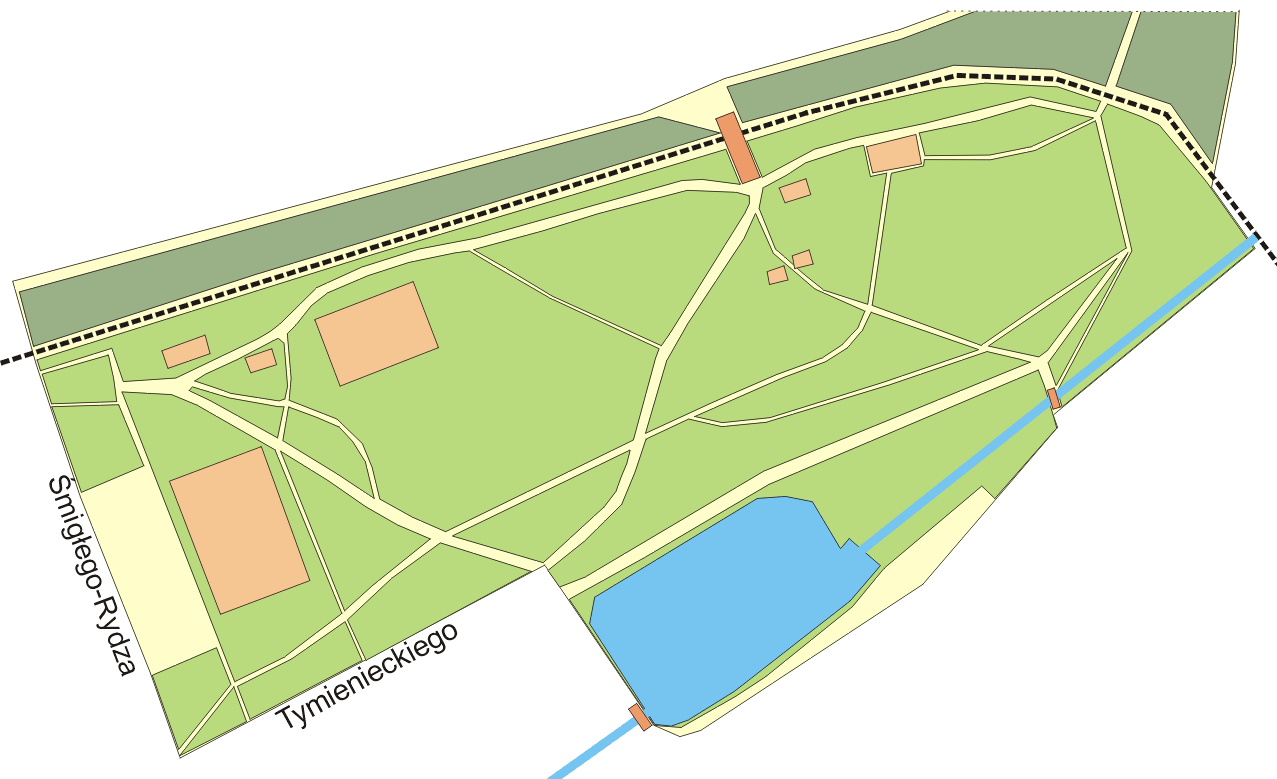
Park Nad Jasieniem (mapa)

Park został utworzony w 1964 roku na łąkach, nieużytkach służących co najwyżej do zabaw i gry w piłkę okolicznym dzieciom. Już wtedy na południe od ul. Tymienieckiego (wówczas ul. 8 Marca) rozciągały się ogródki działkowe. W latach 60. XX wieku powstało osiedle mieszkaniowe "Zbiorcza" sąsiadujące z parkiem (na mapach z tamtego okresu park nazywany jest "parkiem przy Zbiorczej"), Na początku lat 70. XX w. park został oddzielony od reszty "królestwa Scheiblera" ulicą Promińskiego (obecnie Śmigłego-Rydza).

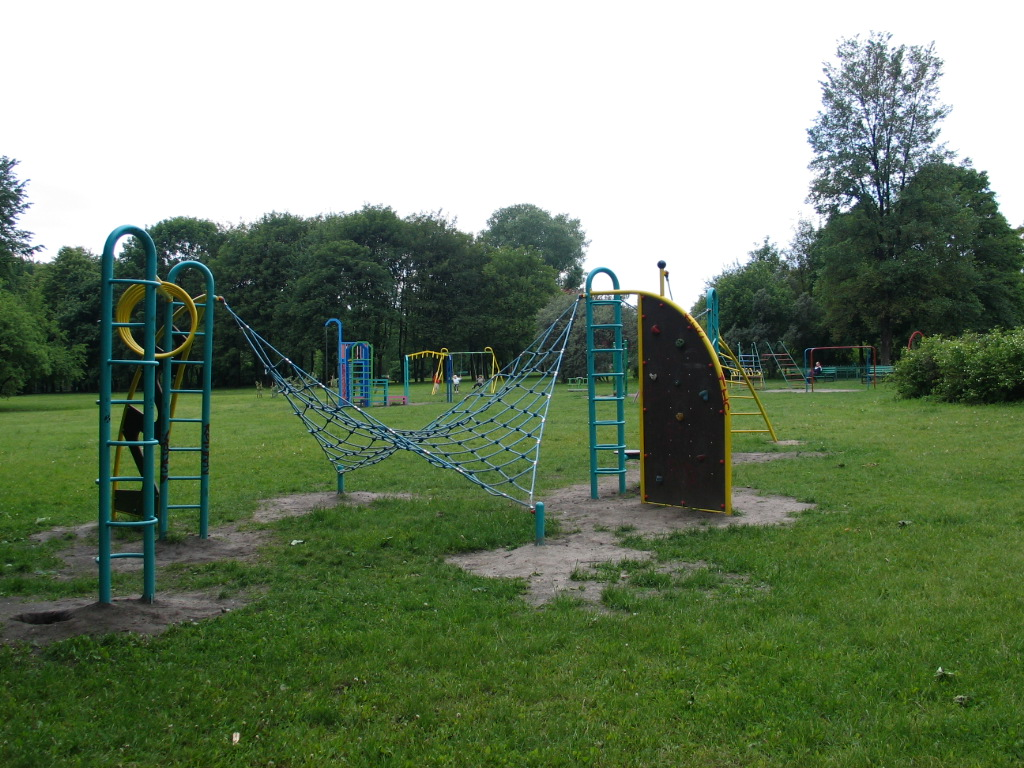
Plac zabaw Nad Jasieniem

Pomimo różnego rodzaju prac wykonanych w ostatnim czasie w parku, jak budowa placu zabaw, boisk, "siłowni pod chmurką", czyszczenie stawu i remont budowli piętrzącej – park sprawia wrażenie dzikiego, co prawda jest bardzo przestronny i jasny (mieszkańcy okolicznych bloków mówią na niego "pole"), to nie ma w nim utwardzanych alejek jak w innych parkach. Spacerować można po wąskich, wydeptanych w trawie ścieżkach. Park dzięki (niekontrolowanemu i przez władze miasta niezamierzonemu) zniknięciu torów kolejowych (oddzielających park od osiedla) rozszerza się o ciągnący się wzdłuż bloków przy Zbiorczej pas zieleni z alejką. Bariera, jaką były tory, zniknęła i w kilku miejscach utworzyły się przejścia na północ, dzięki jednemu z nich park nad Jasieniem łączy się przesmykiem ze skwerem przy ul. Paryskiej.
Kolorem ciemnozielonym zaznaczone są na planie tereny zielone znajdujące się oficjalnie poza granicami parku, lecz łączące się z nim.